# The James Boys in Missouri
The James Boys in Missouri è un cortometraggio muto del 1908 diretto da Gilbert M. 'Broncho Billy' Anderson.

## Produzione
Il film fu prodotto dalla Essanay Film Manufacturing Company. Venne girato a Chicago, al Riverview Park e nel Michigan, a Scotdale.

## Distribuzione
Distribuito dalla Essanay, il film - un cortometraggio in una bobina- uscì nelle sale cinematografiche USA il 12 aprile 1908.